# Хасіна Джалал
Хасіна Джалал (англ. Hasina Jalal) — активістка прав жінок в Афганістані. У 2014 році стала лауреаткою премії N-Peace.

## Біографія
Хасіна Джалал вивчала економічні та політичні науки в індійському університеті Джамія-Міллія-Ісламія. Отримала ступінь магістра ділового адміністрування в Американському університеті Афганістану та продовжила навчання в галузі жіночих та ґендерних студій в Університеті Північної Айови як стипендіатка Фулбрайта. Джалал брала участь у заснуванні та управлінні кількома неурядовими організаціями, включаючи англ. Afghanistan Women Empowerment and Capacity Building Centre (Афганістанський центр розширення прав, можливостей і спроможностей жінок), South Asian Female Alliance on Women's Economic, Social, and Cultural Rights (Південно-Азійський жіночий альянс з питань економічних, соціальних та культурних прав жінок), National Association of Afghanistan Civil Society (Національна асоціація громадянського суспільства Афганістану) та South Asian Women's Coalition for Cooperation (Південно-Азійська жіноча коаліція за співпрацю).
Хасіна Джалал є лауреаткою численних регіональних та міжнародних нагород та відзнак. Asian Rural Women’s Coalitions (Азійські сільські жіночі коаліції, ARWC) відзначили її зусилля з нагородою «Вшанування 100 азійських жінок» у 2012 році. У 2014 році шляхом публічного голосування Джалал отримала N-Peace Award від Азійсько-Тихоокеанського офісу ПРООН та спеціального радника Генерального секретаря ООН з Університету миру, за свої зусилля щодо забезпечення гендерної рівності, прав людини, розширення прав і можливостей жінок, і демократії в Афганістані. У 2016 році вона виграла «Глобальну жіночу нагороду за лідерство». У 2017 році Всесвітній конгрес з прав людини нагородив її «Всесвітньою премією супердосягнень». У 2020 році вона отримала нагороду «Знамениті жінки, які створюють кращий світ для всіх» Жіночого економічного форуму, а також шляхом публічного голосування увійшла до списку «45 найвпливовіших афганських жінок». Хасіна Джалал вільно володіє перською, пушту, англійською, турецькою та хінді/урду. Вона також працювала в уряді Афганістану та викладала економіку в кількох університетах у Кабулі.